# Jean-Baptiste Laumonier
Jean-Baptiste Philippe Nicolas René Laumonier, né à Lisieux le 30 juillet 1749 et mort à Rouen le 10 janvier 1818, est un chirurgien français.

## Biographie
En 1775, il épouse à Lisieux Marie-Anne Sainte Thouret, sœur du médecin Michel-Augustin Thouret (1748-1810) et de Jacques-Guillaume Thouret (1746-1794), avocat et député du tiers-état de Rouen aux États généraux.
Laumonier devient chirurgien en chef de l’Hôtel-Dieu de Rouen vers 1785 et correspondant de l’Institut dans la section d’anatomie et de zoologie.
Le pavillon où il loge à partir de 1784 est l'actuel musée Flaubert et d'histoire de la médecine.
Il a laissé des pièces anatomiques conservées au musée d’Orfila, au muséum de Rouen et à la faculté de médecine de Montpellier. Son habileté en ce genre fait créer à Rouen, au commencement du XIXe siècle, une école destinée à l’enseignement de l’art des préparations anatomiques modelées en cire, qui prend le nom d’« École de Rouen ».